# Mary Lindell
Mary Lindell, née le 11 septembre 1895 dans la banlieue de Londres et morte à Paris, le 8 janvier 1987, est un personnage controversé de la Seconde Guerre mondiale. Résistante pour les uns, son histoire est relatée dans de nombreux films et documentaires ; pour d'autres, il s'agit d'une affabulatrice ou d'une agent double à la solde des Allemands.

## Éléments biographiques
Ghita Mary Lindell nait dans le Comté de Surrey à Sutton, en Grande-Bretagne. Sa mère, Gertrude Colls, est issue d'une grande famille anglaise, active dans le secteur de la construction.
Elle reçoit la croix de guerre française en 1918. Elle est également décorée par le gouvernement tsariste russe. Elle aurait épousé un aristocrate, le comte de Milleville, mais ce mariage n'est pas reconnu par les autorités françaises et s'établit définitivement en France. Durant la Seconde Guerre mondiale, elle participe à l'évacuation de trois pilotes alliés via le réseau d'évasion Pat O'Leary d'Albert Guérisse. Elle échappe à sa capture et se réfugie en Angleterre où elle aurait rejoint le MI9 avant de rentrer en France en 1942. Elle y aurait appris que la « comtesse de Milleville » serait activement recherchée et menacée de la peine de mort par l'occupant nazi.
Elle aurait alors organisé une nouvelle ligne d'évasion sous le pseudonyme de Marie-Claire. En septembre 1944, elle est arrêtée et déportée au camp de Ravensbrück d'où elle est libérée en 1945 par la Croix-Rouge suédoise.

## Controverse
En 2015, Marie-Laure Le Foulon, à la suite de l'ouvrage de Corinna von List, Résistantes, complété des informations transmises par la résistante Anise Postel-Vinay, publie le récit détaillé de son enquête sur Mary Lindell. Son ouvrage s'intitule Lady mensonges, Mary Lindell, fausse héroïne de la Résistance. Selon l'auteure qui a mené une enquête minutieuse dans les archives françaises, américaines et britanniques, Mary Lindell disposait d'une personnalité narcissique pathologique qui nourrissait sa mythomanie.
S'il est avéré qu'elle s'occupa de trois aviateurs anglais pour les évacuer vers la Grande-Bretagne via Marseille et les Pyrénées, les historiens peinent à lui trouver d'autres sauvetages. Son potentiel mariage avec le très contesté comte de Milleville qui s'enrichit durant la guerre grâce à la détresse des gens, sa fille qui fréquentait un agent de la Gestapo, son fils qui rejoignit à travers le Groupe Collaboration une division de la SS sont autant d'éléments qui ne plaident pas en la faveur de la « résistante ».
Elle est néanmoins déportée à Ravensbrück par le convoi parti de Belfort le 1er septembre 1944 (convoi I.282) tandis que Paris est sur le point d'être libérée. Elle l'est comme le furent des agents doubles à la solde des Allemands, de sorte que Mary Lindell aurait « très bien pu être retournée ». Cependant, elle ne connaît pas le sort des autres détenues puisqu'elle est l'une des assistantes du médecin SS Percival Treite, dont elle devient peut-être la maîtresse. Ce dernier est jugé lors du procès de Ravensbrück en 1947. Elle y témoigne en sa faveur au point d'irriter le juge britannique qui la menace de poursuites pour complicité.

## Filmographie
- One Against the Wind (téléfilm, 1991), de Larry Elikann et Chris Bryant, interprètes : Judy Davis, Sam Neill, Anthony Higgins.
- Son personnage est également décrit dans la série Women of Courage, de Peter Morley (en).

## Distinctions
- Croix de guerre 1914–1918 (1918)[2]
- Médaille de la Résistance française (décret du 24 avril 1946)[9]